# نمبال، راولپندی
نمبال (به انگلیسی: Nambal) یک منطقهٔ مسکونی در پاکستان است که در پنجاب واقع شده‌است.